# 中甸灯台报春
中甸灯台报春（学名：Primula chungensis）为报春花科报春花属下的一个种。

## 扩展阅读
- 維基物種上的相關：中甸灯台报春